# Звучни двоуснени фрикатив
Звучни двоуснени или билабијални фрикатив јесте сугласник који се користи у мањем броју говорних језика. Симбол у Међународном фонетском алфабету који представља овај звук је //.
Ово слово се такође често користи за представљање звучног двоусненог апроксиманта, мада је то тачније написано нижим дијакритичким знаком, тј. ⟨β̞⟩.
Тај звук се такође може транскрибовати као напредни лабиодентални апроксимант ⟨ʋ̟⟩, у ком случају се дијакритика поново често изоставља, јер није вероватно да постоји контраст.
| Звучни двоуснени фрикатив | Звучни двоуснени фрикатив |
| ------------------------- | ------------------------- |
| IPA број                  | 127                       |
| Кодирање                  |                           |
| Ентитет (децимално)       | &#946;                    |
| Уникод (хексдецимално)    | U+03B2, U+A7B5            |
| X-SAMPA                   | B                         |
| Брајево писмо             |                           |
| Звучни пример             |                           |

| Звучни двоуснени апроксимант | Звучни двоуснени апроксимант |
| Звучни пример                | Звучни пример                |
| ---------------------------- | ---------------------------- |

## Карактеристике
Карактеристике звучног алвеоларног фрикатива:
- Начин артикулације је фрикативни, што значи да је произведен усмеравањем протока ваздушне струје из плућа низ језик до места артикулације, на коме је усредсређена на оштре ивице скоро стиснутих зуба, узрокујући високофреквентну турбуленцију.
- Место артикулације је двоуснено што значи да се изговара помоћу обе усне.
- Фонација је звучна, што значи да гласне жице трепере током артикулације.

## Појава
| Језик       | Језик              | Реч               | ИПА | Значење     | Напомене                                                             |
| ----------- | ------------------ | ----------------- | --- | ----------- | -------------------------------------------------------------------- |
| акеи        | акеи               |                   |     | 'четири'    |                                                                      |
| алекано     | алекано            | hanuva            |     | 'ништа'     |                                                                      |
| амхарски    | амхарски           | አበባ               |     | 'цвет'      |                                                                      |
| ангор       | ангор              | fufung            |     | 'рог'       |                                                                      |
| баскијски   | баскијски          | alaba             |     | 'ћерка'     | Алофон фонеме /b/.                                                   |
| берта језик | берта језик        |                   |     | 'не'        |                                                                      |
| каталонски  | каталонски         | rebost            |     | 'остава'    | Алофон фонеме /b/.                                                   |
| холандски   | белгијски          | wang              |     | 'образ'     | Поједини дијалекти.                                                  |
| холандски   | мастрихтски        | wang              |     | 'образ'     |                                                                      |
| дахалски    | дахалски           |                   |     | 'тражити'   |                                                                      |
| еве         | еве                | Eʋe               |     | 'еве језик' |                                                                      |
| немачки     | аустријски         | aber              |     | 'али'       | Алофон фонеме /b/ између самогласника у свакодневном говору.         |
| јапански    | јапански           | 神戸市 [kōbe-shi] |     | 'Кобе'      | Алофон фонеме /b/. Јавља се само у брзом говору између самогласника. |
| кабилски    | кабилски           | bri               |     | 'сећи'      |                                                                      |
| окситански  | гасконски          | la-vetz           |     | 'онда'      | Алофон фонеме /b/.                                                   |
| португалски | поједини дијалекти | uma bala          |     | 'метак'     | Алофон фонеме /b/.                                                   |
| португалски | многи дијалекти    | sábado            |     | 'субота'    | Алофон фонеме /b/.                                                   |
| португалски | већина дијалеката  | abra              |     | 'отвори то' | Алофон фонеме /b/.                                                   |
| шпански     | шпански            | lava              |     | 'лава'      | Алофон фонеме /b/.                                                   |
| туркменски  | туркменски         | watan             |     | 'земља'     |                                                                      |
| портуњолски | портуњолски        | brabo             |     | 'љут'       | Алофон фонеме /b/.                                                   |